# ナムプリック
ナムプリック（泰: น้ำพริก、発音 [nám pʰrík]、RTGS: Nam phrik）は、タイ料理のおかずの一つである。一般的には辛みと粘性のあるディップまたはホットソースである。

## 説明
トウガラシ、ニンニク、エシャロット（玉ねぎの仲間）、ライム果汁などをすり鉢ですりつぶしてペースト状にしたもの。カピ（エビや小魚をつぶして発酵させたもの）、ナムプラー（魚醤）、砂糖を添加することもある。
ご飯にかけたり、ディップとして生野菜に付けたり、スープや煮込み料理の味付けに使用する。地域によって差異が大きく、また主婦の好みでもレシピが異なる。液体状、ペースト状、ほぼ乾燥したもの、顆粒状、粉末状などその形態は様々であり、北部タイだけでも30種類を数えるという。タイカレーのペーストもニンニク、エシャロット、ガランガル、唐辛子などを石臼で叩いてペーストにするという同じような手法で作られ、ナムプリックゲーン（カレー用のナムプリック）と呼ばれる。タイ中央部では穏やかな味付けのものが、北部タイでは辛味の強いものが好まれる。歴代のミス・タイは一番好きな食べ物としてナムプリックを挙げることが定法となっており、この定法を確立させたのは1965年にタイ初のミス・ユニバースに選ばれたアパサラー・ホンサクンである。

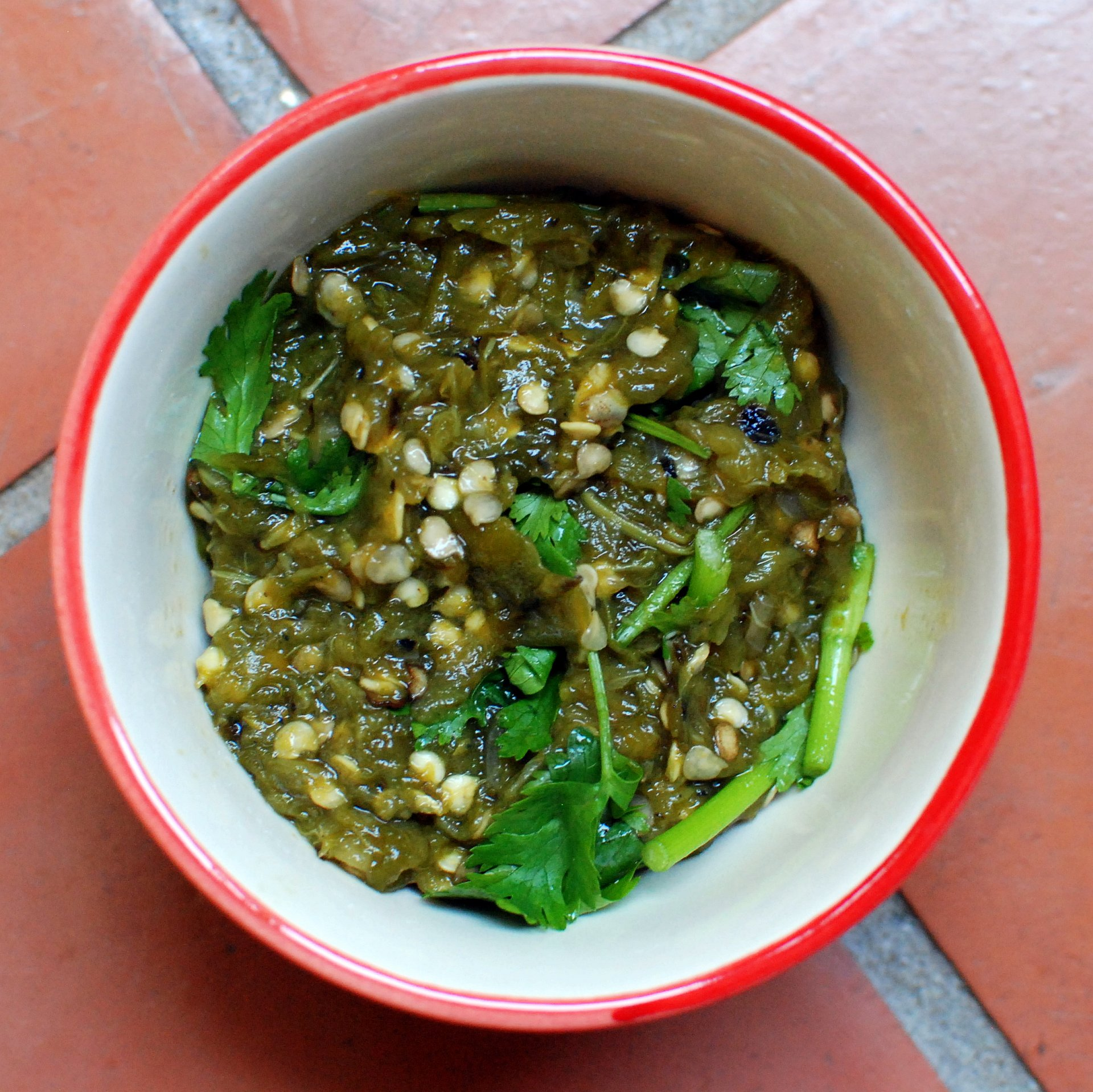
北部タイのナムプリックである、ナムプリックヌム
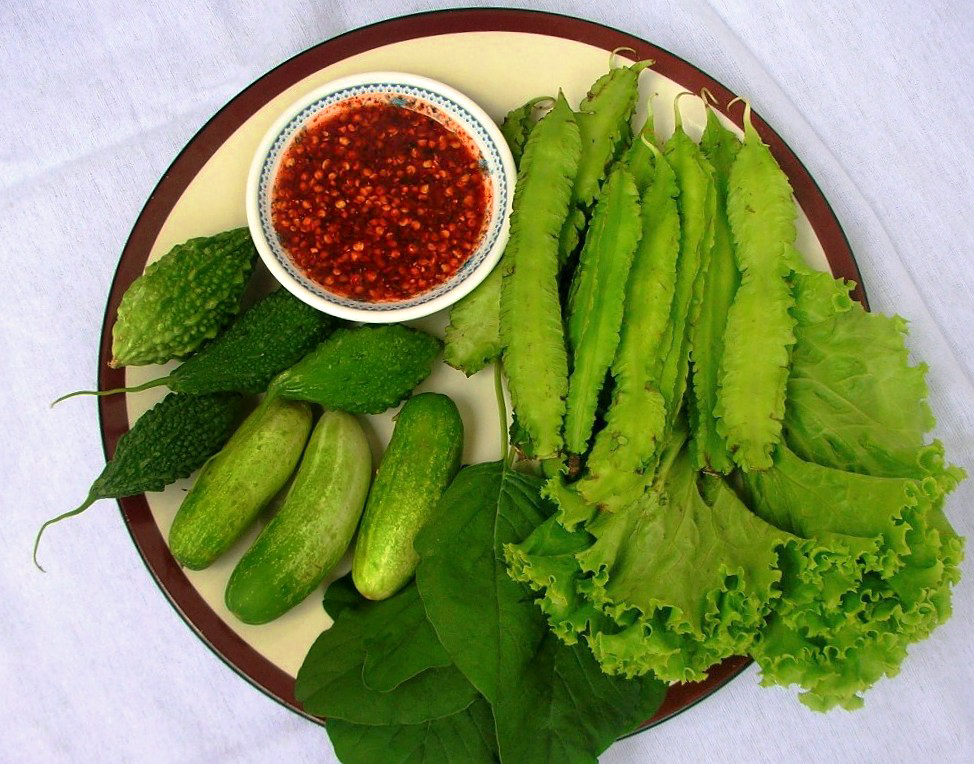
生野菜に付けるディップとしてのナムプリック
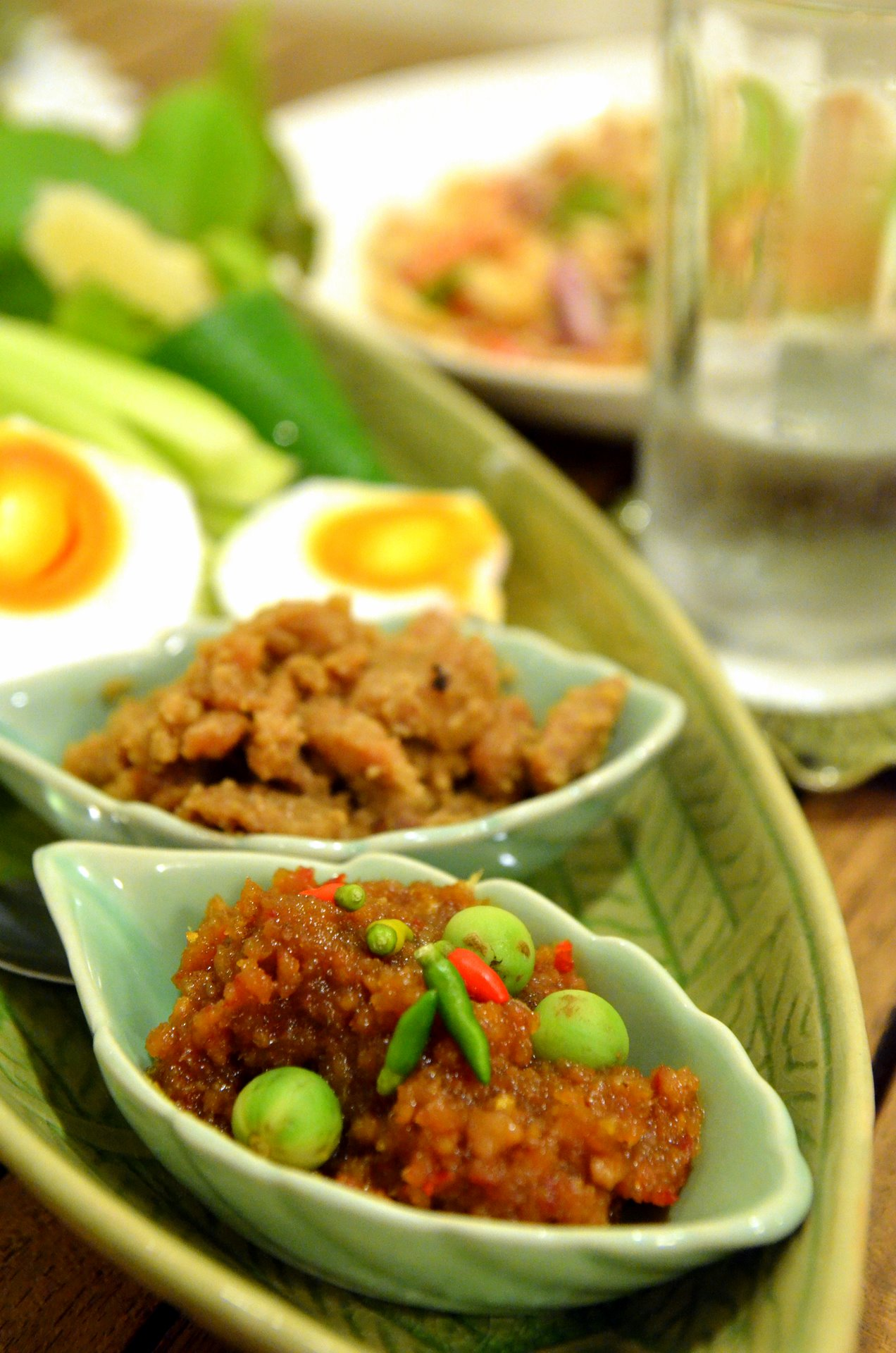
料理に用いられたナムプリック
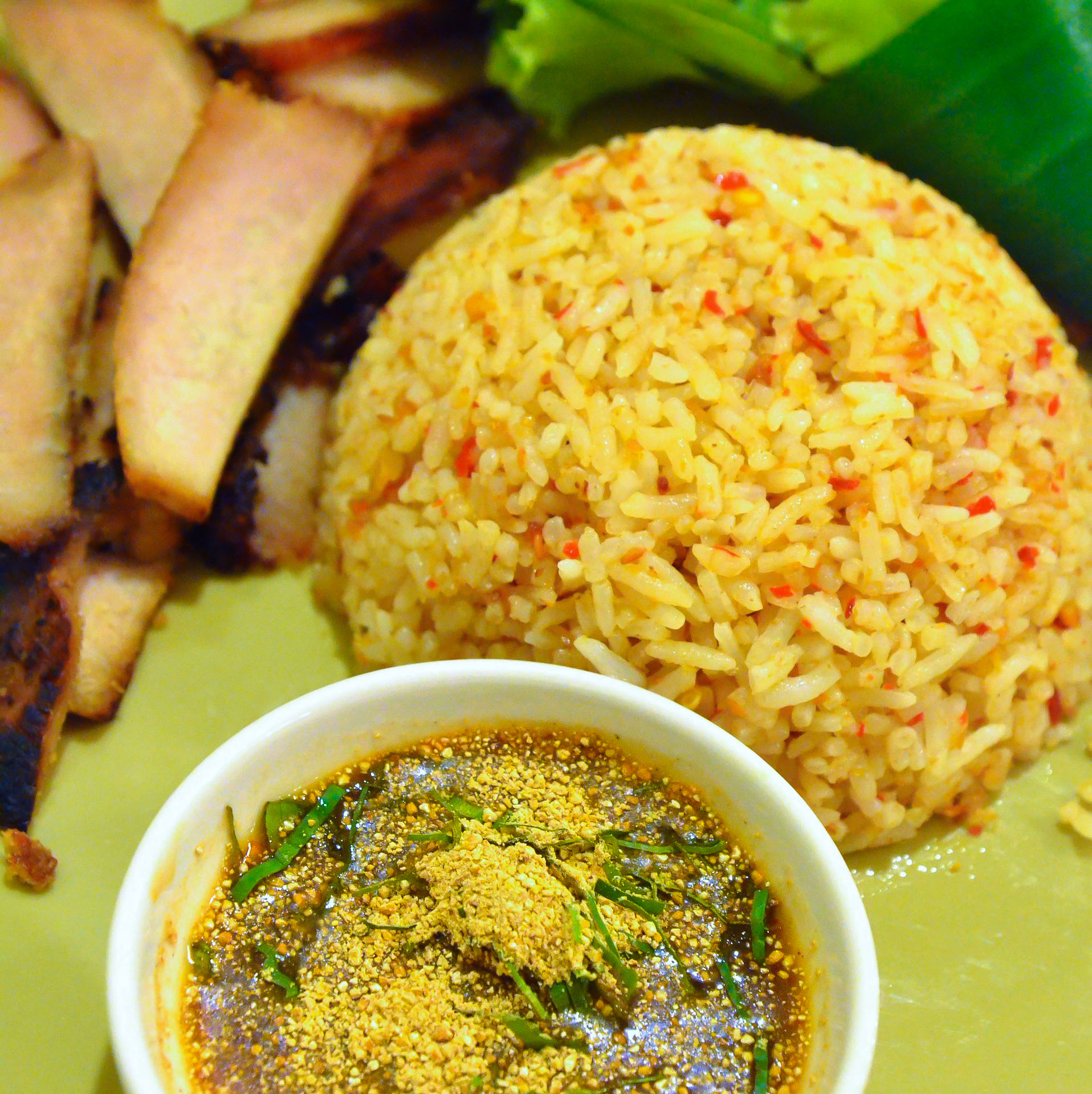
ディップとしてのナムプリック（手前）

## 種類
- ナムプリックオン
- ナムプリックヌム